# Live.03
Live.03 – trzecia koncertowa płyta grupy Isis. Koncert zawarty na płycie został zarejestrowany 7 grudnia 2004 roku w Albuquerque w stanie Nowy Meksyk. Album został nagrany ze sceny jako bootleg, nie ma więc profesjonalnego brzmienia. Jest to pierwsza produkcja na żywo z utworami z płyty Panopticon.

## Lista utworów
1. "So Did We" - 8:43
2. "Backlit" - 8:40
3. "The Beginning and the End" - 9:24
4. "In Fiction" - 10:15
5. "Wills Dissolve" - 7:29
6. "Grinning Mouths" - 8:51
7. "Altered Course" - 15:38

## Twórcy
- Karl Frinkle - nagranie na żywo
- Nick Zampiello - mastering
- Jeff Caxide - gitara basowa
- Aaron Harris - perkusja
- Michael Gallagher - gitara elektryczna
- Bryant Clifford Meyer - elektronika, gitara elektryczna
- Aaron Turner - wokal, gitara elektryczna
- Greg Moss - dźwięk